# 용성초등학교 (충북)
용성초등학교는 대한민국 충청북도 청주시 상당구에 있는 초등학교다.

## 학교 연혁
- 2000.11.01 용성초등학교 설립인가
- 2003.09.01 개교(19학급 편성)
- 2004.09.01 교육인적자원부지정 e-Learning 연구학교 지정
- 2011.03.01 농촌체험교육시범학교(충청북도교육청)지정
- 2012.03.01 42학급 편성(일반41, 특수1)
- 2012.09.01 안용국 교장 부임
- 2013.02.19 제9회 졸업식 (233명)
- 2013.04.11 용성관 준공(다목적교실, 급식소, 도서관 리모델링)
- 2014.02.18 제10회 졸업식
- 2014.03.01 47학급 편성(일반46,특수1)
- 2014.09.01 구본영 교장 부임
- 2015.02.17 제11회 졸업(203명)

- 2015.03.01 47학급 편성 (일반46, 특수1)